# Helin Meier
Helin Meier (* 20. April 1992) ist eine estnische Leichtathletin, die sich auf den Mittelstreckenlauf spezialisiert hat, aber vor allem zu Beginn ihrer Karriere auch im Sprint an den Start ging.

## Sportliche Laufbahn
Erste internationale Erfahrungen sammelte Helin Meier beim Europäischen Olympischen Jugendfestival (EYOF) 2009 in Tampere, bei dem sie mit 25,96 s und 57,70 s jeweils in der ersten Runde über 100 und 200 Meter ausschied. 2011 schied sie bei den Junioreneuropameisterschaften in Tallinn mit 57,38 s in der Vorrunde im 400-Meter-Lauf aus und 2015 schied sie bei der Sommer-Universiade in Gwangju mit 57,17 s im Halbfinale über 400 Meter aus. Zudem belegte sie dort mit der estnischen 4-mal-400-Meter-Staffel in 3:51,99 min den achten Platz. 2017 kam sie bei den Studentenweltspielen in Taipeh mit 56,10 s nicht über den Vorlauf über 400 Meter hinaus und 2019 gelangte sie bei den Europaspielen in Minsk mit der Mixed-Staffel über 4-mal 400 Meter mit 3:24,11 min auf Rang 17. 2023 wurde sie bei der 2. Liga der Team-Europameisterschaft im Rahmen der Europaspiele in Chorzów in 2:06,00 min Dritte im B-Lauf über 800 Meter und gelangte im 1500-Meter-Lauf mit 4:25,24 min auf Rang zehn.
In den Jahren 2013 und 2019 wurde Meier estnische Meisterin im 400-Meter-Lauf sowie 2022 und 2023 über 800 und 1500 Meter. Zudem wurde sie 2014 und 2019 Hallenmeisterin über 400 Meter sowie 2015 und 2016, von 2018 bis 2020 und 2022 und 2023 über 800 Meter.

## Persönliche Bestleistungen
- 400 Meter: 55,02 s, 17. August 2019 in Tallinn
  - 400 Meter (Halle): 55,93 s, 17. Februar 2018 in Tallinn
- 800 Meter: 2:05,79 min, 16. Juli 2022 in Ninove
  - 800 Meter (Halle): 2:11,31 min, 19. Februar 2023 in Tallinn
- 1500 Meter: 4:23,73 s, 19. Juli 2023 in Lappeenranta